# Softbol

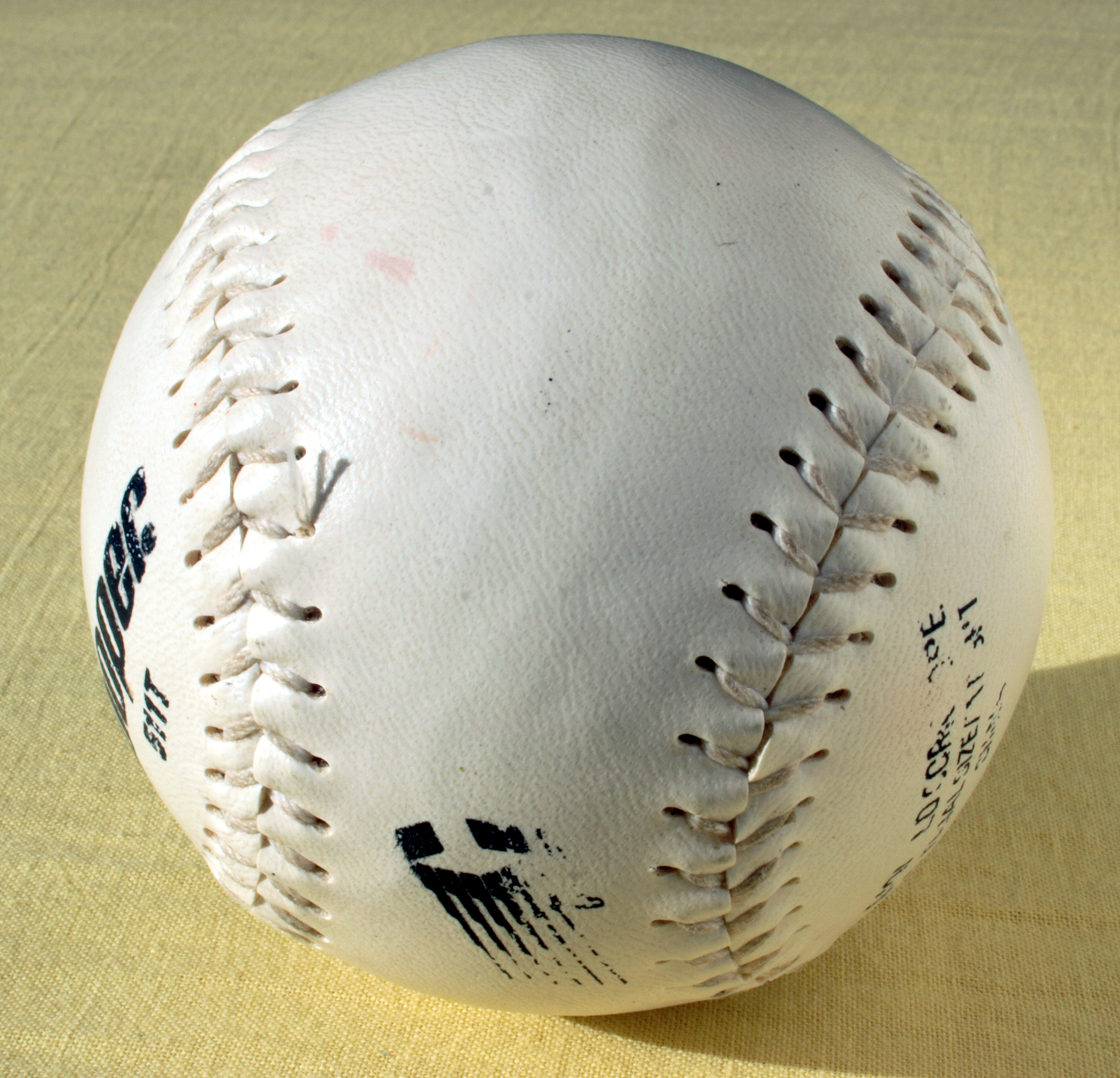
Pilota de Softbol

El softbol, de l'anglès softball, és un esport d'equip, variant del beisbol, practicat a l'aire lliure entre dos equips de nou jugadors cadascun, que es juga amb un bat rodó de 86,36 cm de llargada com a màxim i una pilota de 30,16 a 20,8 cm de circumferència, en un camp en què quatre bases assenyalen el recorregut que un jugador atacant ha de fer per marcar una volta.

## Introducció
La pilota és llençada per un jugador defensiu anomenat pitcher o llançador i colpejada per un jugador ofensiu anomenat batedor. Les curses o punts s'aconsegueixen quan el batedor aconsegueix trepitjar una sèrie de tres bases (marques) a terra i acabar trepitjant la base final (casa).
Respecte al beisbol, el softbol també acostuma a anomenar-se "bola tova", ja que és més tova que la del beisbol, el bat és més curt i la bola és llençada a menys alçada pel llançador.
L'organisme rector del softbol és la Federació Internacional de Softbol, la qual s'encarrega d'organitzar un campionat del món cada quatre anys en diverses categories. Als Països Catalans els principals ens rectors són la Federació Catalana de Beisbol i Softbol i la Federació de Beisbol i Softbol de la Comunitat Valenciana.

## Història

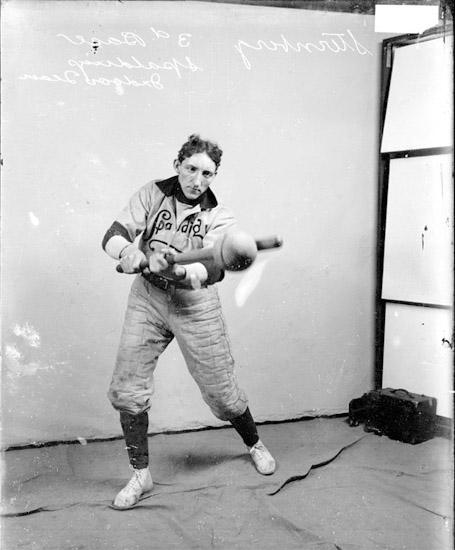
Jugador d'Indoor Baseball el 1907

El softbol fou inventat l'any 1887 el dia d'acció de gràcies, a Chicago, per George Hancock. En els seus orígens es jugava sota sostre i l'esport rebia el nom d'indoor baseball, no essent fins a l'any 1920 en què es jugà a l'aire lliure. L'esport va rebre diversos nom, a més d'indoor baseball, com ara kitten ball, diamond ball, mush ball, pumpkin ball o cabbage ball, fins que el 1926 s'adopta el terme definitiu de softball.
Als anys 30 existien diverses normes per l'espot arreu dels Estats Units i el Canadà. La formació del Joint Rules Committee on Softball el 1934 estandarditzà les regles i denominacions de l'esport.
Després de la II Guerra Mundial, soldats canadencs introduïren l'esport als Països Baixos. El 1939 fou introduït a Austràlia. Al Regne Unit s'introduí el 1972 i la primera lliga britànica femenina començà el 1983.
El 1977, l'American Professional Slow Pitch League (APSPL) esdevingué la primera lliga professional masculina que es disputà entre 1977 i 1982. El 1991 el softbol femení fou inclòs en el programa dels Jocs Olímpics de 1996. El juliol de 2005 es decidí excloure l'esport, juntament amb els beisbol als Jocs del 2012.

## Galeria

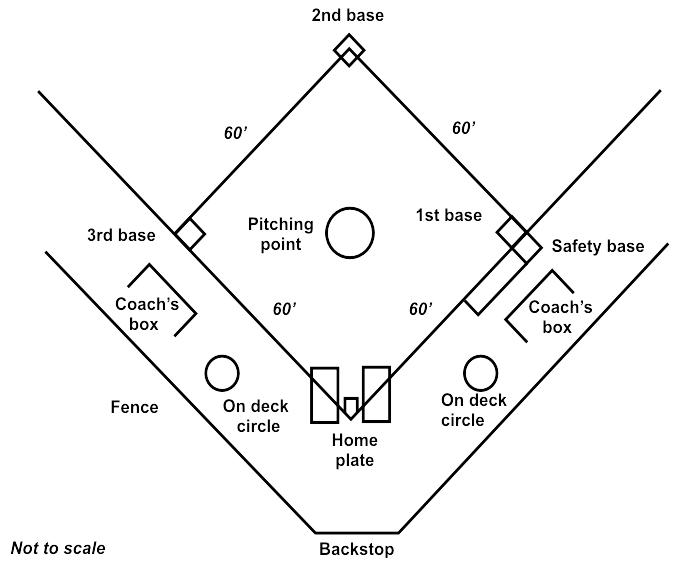
Diagrama del diamant de softbol
El llançador llençant la bola
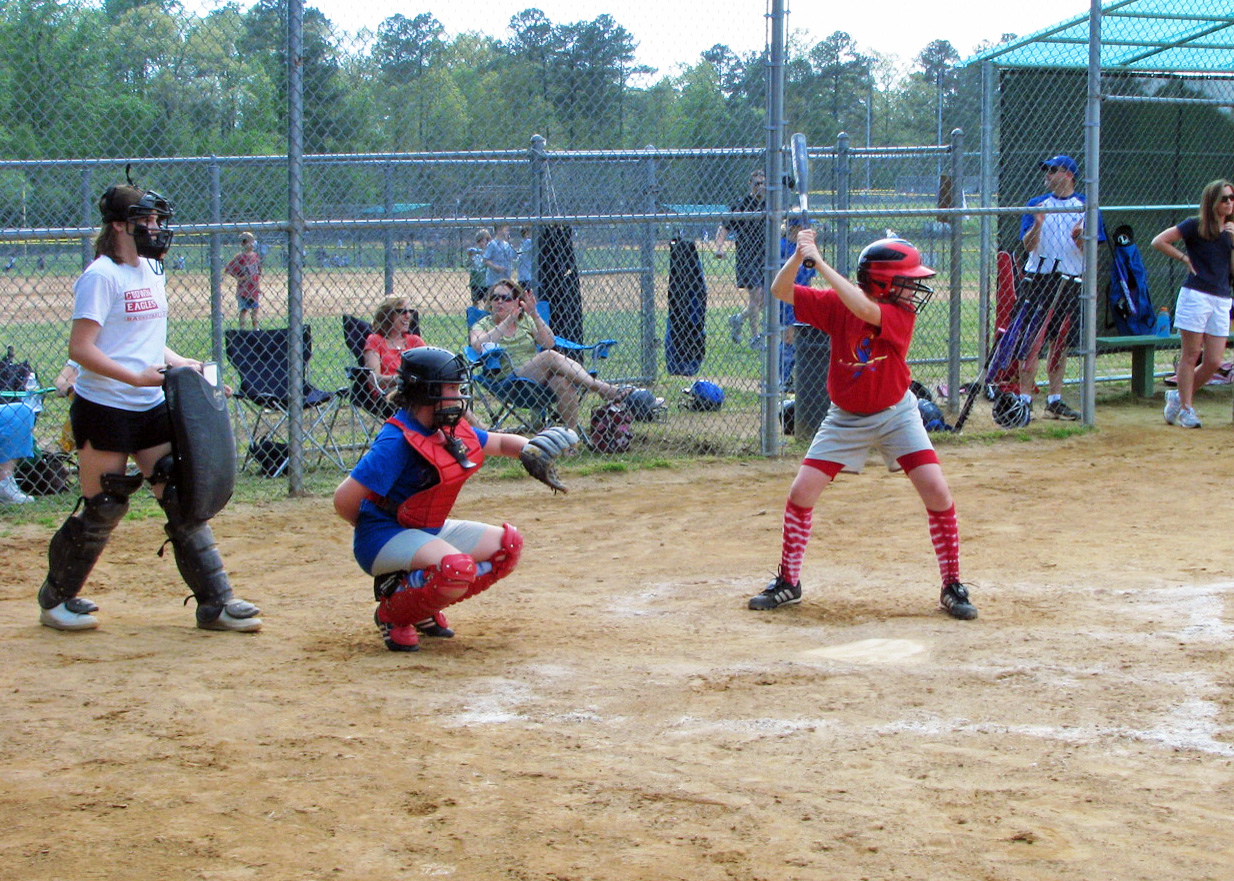
El batedor esperant la bola
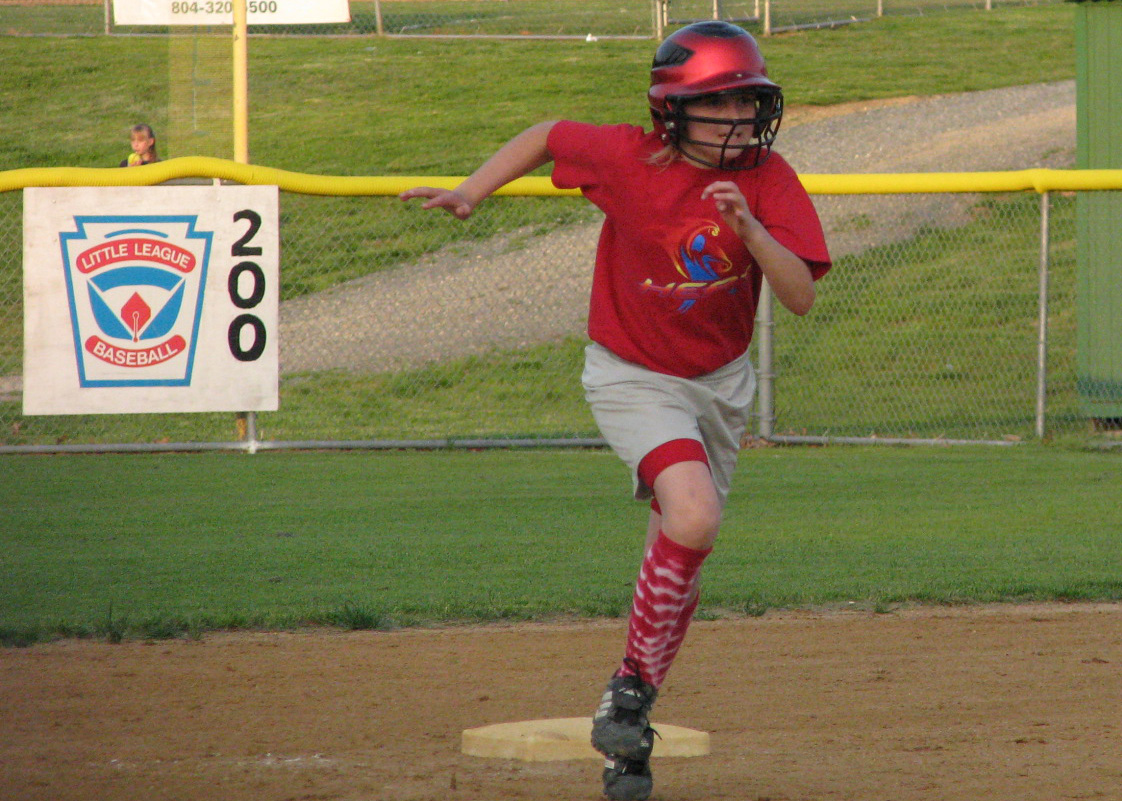
Un corredor corrent entre bases